# Osikovița, Sofia
Osikovița (în bulgară Осиковица) este un sat în comuna Praveț, regiunea Sofia,  Bulgaria. 

## Demografie
Componența etnică a satului Osikovița
     Romi (32,56%)
     Bulgari (65,89%)
     Nicio identificare (1,54%)
     Altele (0%)
La recensământul din 2011, populația satului Osikovița era de 519 locuitori. Din punct de vedere etnic, majoritatea locuitorilor (65,89%) erau bulgari, cu o minoritate de romi (32,56%). Pentru 1,54% din locuitori nu este cunoscută apartenența etnică.